# Petaj Tikva
Petaj Tikva (hebreo: פֶּתַח תִּקְוָהⓘ) es una ciudad del Distrito Central de Israel. Según la Oficina Central de Estadísticas de Israel (CBS), a finales de 2008 la ciudad tenía una población de 247 956 habitantes.

## Galería

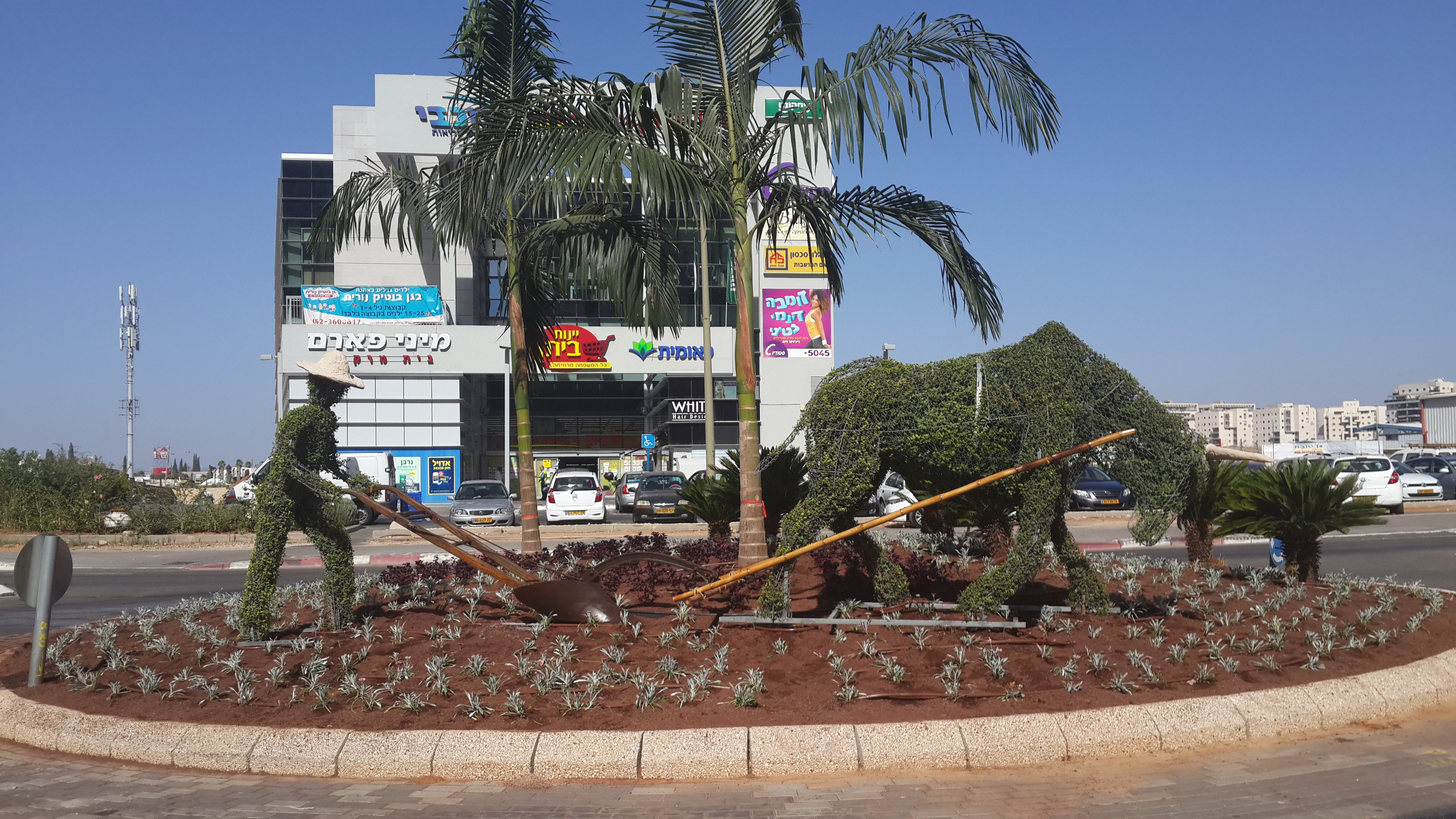
Topiaria en Petaj Tikva
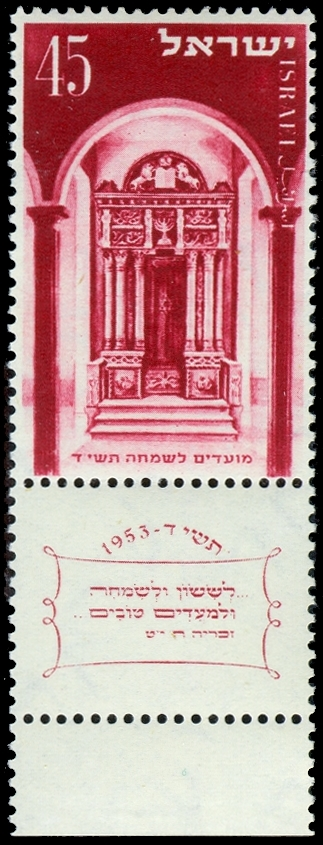
Hejal de la sinagoga de Petaj Tikva. Estampilla israelí, 1953. Inscripción hebrea: "en gozo y alegría y en festivas solemnidades"
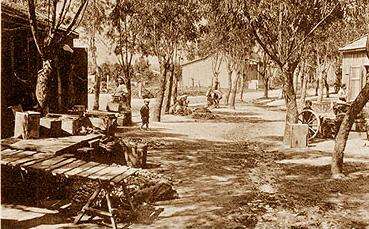
Imagen de la localidad en 1912